# Subaru World Rally Team
Subaru World Rally Team (SWRT) (на български:Субару Световен Рали Тийм), беше отборът на Subaru в Световния рали шампионат (WRC). Отборът използва отличителна синьо-жълта схема, която напомняше за спонсорската сделка със „Стейт Експрес 555 (State Express 555)“, BAT (Бритиш Американ Тобако)— марка цигари, популярна в Азия. 555 логота са изобразявани върху автомобилите Subaru Impreza WRC от 1993 до 2003 година. Subaru участва в Световния рали шампионат още от далечната 1980 година, въпреки че в настоящия си вид отборът съществува от 1989 г., когато английската/ британската фирма Prodrive поема операциите и премества базата си от Япония в Банбъри, Англия.
Subaru използва отборът, за да покаже своята Симетрична технология за задвижване на четирите колела. Тя кредитира повишените продажби на своите автомобили, по-специално Subaru Impreza, с успеха си в Световния рали шампионат, в допълнение полуляризирането и доказването на симетричната технология за задвижване на четирите колела като най-успешната дотогава.
През сезона на 2008, пилоти са: Петер Солберг с навигатор Фил Милс и Крис Аткинсън с навигатор Стефан Превот. Дейвид Ричардс беше главният директор на отбора, както и създател и председател на фирмата Prodrive. Пол Хауърт беше оперативен директор и мениджър на отбора. Той замести Дейвид Лапуърт през 2006 година. Ричърд Тейлър беше управляващият директор на отбора.
Отборът е исторически изключително силен, състезава се в WRC по-дълго от всеки друг отбор в настоящата си форма. Отборът е конструкторен шампион три пъти (през 1995, 1996 и 1997 година) и има трима пилоти шампиони (през 1995, 2001, 2003). Представянето на отбора след 2005 година е далеч по-ниско от очакваното и е обект на много критики когато Петер Солберг защитава втората си позиция в шампионата.
Сезонът на 2006 година е описан от Ричърд Тейлър като „отчайващ.“ Отборът беше обект на сериите „Engineering the World Rally“ от Дискавъри, които бяха излъчени през 2007 година. Сезонът на 2007 година беше малко по-добър и е наречен от Фил Милс „втори сезон от ада.“
Отборът се оттегли от WRC в края на сезона на 2008 година, поради широко разпространената икономическа криза.

## Състезателна история
Колкото и странно да изглежда сега, до 1980 г. Subaru не е виден претендент в моторните спортове. Subaru 1000, модел за японския вътрешен пазар, и по-късни модели са участвали в различни японски национални ралита с известни успехи, но международни прояви са силно ограничени. Участието на Subaru в моторните спортове се променя значително след появата на модела Legacy през 1989 г. Създадено чрез обединяването основните технологии на Subaru, Legacy демонстрира високите си характеристики чрез счупване на 100 000-километровия световен рекорд за скорост още през същата дебютна за модела година. От Subaru, смятат че Световния рали шампионат е идеалното място за демонстрация и доказване на своето превъзходство пред голяма аудитория от цял свят. Въпреки че са участвали в Световния рали шампионат през различни периоди от 1980 до 1989 г., отборът на Subaru не е бил конструкторски официален, т.е. не е бил официално състезаващ се в WRC.
От компанията съзнават, че WRC отборът трябва да бъде основан и ръководен в Европа, защото работата му в Япония не би била георграфски и икономически оптимална, тъй като е прекалено далеч от календарните събития на шампионата. За целта, септември 1989 г., президентът на Subaru Tecnica International— STi, отделът отговарящ за моторспорт дейностите на Subaru, сключва споразумение за партньорство с английската/британската фирма Prodrive. Това споразумение бележи основаването на Subaru World Rally Team и признаването му за действащ отбор от FIA.

### 1980 – 1989
Първоначалните атаки на Subaru в Световния рали шампионат бяха със Subaru Rally Team Japan, управляван от Н. Косеки, основателят на Subaru Tecnica International. Първият автомобил Subaru взел участие в световното рали е през 1980 Рали Сафари и оттогава отборът взима участие само в няколко събития на сезон. По това време отборът се състезава със Subaru Leone. Пилоти в ранните години са: Ари Ватанен, Пер Еклунд, Шекар Мехта, Майк Къркланд, Посум Борн и Харълд Демът.  Най-добрият резултат и единственият подиум е постигнат от Борн през 1987 Рали Нова Зеландия като финишира трети. С взимането на участие от страна на Prodrive, двата отбора са се състезавали паралелно преди да бъдат слети в един.

### 1990 – 1992
Subaru навлиза с първия си разработен от Prodrive автомобил за Група А през сезон 1990 – Subaru Legacy RS, пилотиран от финландския състезател Марку Ален.  Ален остава с отбора до сезона на 1991 г. Неговите успехи включват четвърто място на 1990 Рали Финландия (също известно като „Рали 1000 езера“) и през 1991 г. трето, и две четвърти места. За сезона на 1992, Subaru се включва само в седем от четиринадесетте WRC събития, предпочитайки да демонстрира способността на автомобилите на чакълести ралита. Пилотите през 1992 г. са: финландецът Ари Ватанен с навигатор Бруно Берглънд и шотландецът Колин Макрей с навигатор Дерек Рингер. И двамата пилоти успяват да постигнат втори места. Също така Колин Макрей печели Британският рали шампионат през 1991 и 1992 г.

### 1993
За 1993-тия сезон на Световния рали шампионат, Subaru отборът представи цветната синьо-жълта схема, заедно с новия и основен спонсор State Express 555. Ари Ватанен и Колин Макрей остават основни пилоти за отбора, като този сезон е първият пълен световен рали сезон за Колин Макрей. Марку Ален се завръща временно към отбора след кратък престой с Toyota през 1992, като става четвърти за Subaru на Рали Португалия. Макрей донася първата победа за Subaru на осмото събитие за сезона– Рали Нова Зеландия, последната изява на рали автомобилите Subaru Legacy от група А. На следващото рали от сезона – Рали Финландия, Subaru представя своят нов автомобил от Prodrive за група А – Subaru Impreza, позната още като Impreza 555, пилотиран от Ватанен и от Ален. Ален катастрофира още на първи етап, и прекратява състезателната си дейност към Subaru. Ватанен обаче, показва, че автомобилът е бърз, като е водещ в голяма част от ралито и финишира втори. В края на сезона Ватанен остава седми, а Колин Макрей се нарежда пети с 50 т. Subaru заема трета позиция в конструкторския шампионат. Други пилоти също се състезават за отбора на Subaru в определени събития. Новозеландецът Посум Борн, ветеран от Subaru от по-предишни години, се присъединява към отбора за Рали Нова Зеландия и Рали Австралия. Пиеро Лиати се състезава в Рали Санремо и Рали Великобритания. Пилотите Ричард Бърнс и Алистер Макрей се състезават в Британския шампионат, който е спечелен от самия Бърнс. След това се появяват в Legacy-та на Рали Великобритания, където Бърнс финишира седми, а Макрей десети. Пер Еклунд и Хану Микола се състезават за отбора на Рали Швеция.

### 1994 – 1995
През 1994 г., бившият световен рали шампион Карлос Сайнс се присъединява към отбора с навигатора си Луис Моя, като пилотират Impreza 555 и донасят първата ѝ победа на Рали Акрополис в Гърция. По-късно донася победи и на Рали Нова Зеландия, а Колин Макрей на Рали Великобритания. В конструкторския шампионат, Subaru остава на втора позиция, отстъпвайки на Toyota. Сайнс заема второто място в класацията на световните рали пилоти, а Макрей четвърто. Други пилоти, които се състезават през 1994 година за Subaru са: Патрик Ниру, който се състезава в Рали Сафари, Ричард Бърнс, също състезавал се в Рали Сафари и Рали Великобритания, Посум Борн в Рали Нова Зеландия и Пиеро Лиати в Рали Санремо.
За сезона на 1995 г. основни пилоти за отбора остават Сайнс с автомобил №5, и Макрей с автомобил №4. Сайнс печели Рали Монте Карло, началното за сезона събитие, но Макрей отпада от ралито. На Рали Швеция, Сайнс, Макрей и третият пилот за Subaru – Матс Джонсън, се оттеглят от надпреварата поради проблеми с двигателите.  Сайнс печели отново на Рали Португалия, а Макрей остава на трета позиция. На Рали Франция Сайнс, Макрей и Пиеро Лиати завършват на почетните четвърта, пета и шеста позиция. На Рали Нова Зеландия, Макрей взима своята първа за сезона победа. Други пилоти, които се състезават за Subaru през 1995 са Посум Борн, който заема седма позиция и Ричард Бърнс, който напуска надпреварата поради механически проблеми. На Рали Австралия, Макрей финишира втори, Сайнс напуска поради проблеми с радиатора, а Борн напуска поради инцидент. На Рали Каталуния, отборът на Subaru заема целият подиум с първо, второ и трето място. Карлос Сайнс заема първото място, второто е на Колин Макрей и третият пилот за Subaru Пиеро Лиати става трети. Първата позиция на Сайнс от Рали Каталуния оставя себе си и Макрей с равен брой точки, влизащи в последното събития за сезона – Рали Великобритания. Макрей печели родното Рали Великобритания, като записва първият си успех като рали шампион и първи успех за отбора на Subaru. Финиширайки близко зад Макрей, Карлос Сайнс остава втори на ралито и заема втора позиция в рали шампионата като краен резултат. Ричард Бърнс заема трета позиция в рали шампионата, давайки на отбора втора възможност за заемане на почетната стълбичка изцяло от Subaru. Между Макрей и Сайнс, отборът на Subaru успя да спечели пет от осемте ралита за сезона, също и първата си конструкторска титла в Световния рали шампионат. В края на сезона, Сайнс напуска Subaru, за да се присъедини към отбора на Ford.

### 1996
За сезона на 1996 година Колин Макрей отново е основният и водещ пилот за Subaru отборът. След като става шампион през 1995, неговата Impreza 555 е №1. Други сигурни пилоти състезаващи се за Subaru през този сезон са: Кенет Ериксон, с автомобил №2 и навигаторът му Стафан Пармандер, и Пиеро Лиати, с навигатор Марио Ферфоглия. На първото събитие от сезона – Рали Швеция, Макрей финишира трети, Ериксон пети и Лиати дванадесети. Шампионът от 1994 година Дидие Ориол също се състезава за Subaru на Рали Швеция, с автомобил №3, като финишира десети. На следващото събитие Рали Сафари, позицията на Лиати се променя от десета на трета, като финишира на пето място. Макрей е четвърти, докато Ериксон е втори. На Рали Индонезия Лиати финишира втори, а Макрей и Ериксон напускат поради инциденти. Първата победа на Макрей за сезона е на Рали Акрополис – четвъртото събитие за сезона. Съответно Лиати и Ериксон заемат четвърта и пета позиция. Ериксон заема трета позиция, а Лиати пета на Рали Аржентина, докато Макрей напуска надпреварата на Рали Аржентина и на следващото събитие Рали Финландия, поради катастрофи. Лиати не успява да завърши Рали Финландия, а Ериксон успява да завърши на пето място. Макрей, Ериксон и Лиати заемат четвърта, втора и седма позиция на Рали Австралия. На Рали Санремо, Макрей е победител, Ериксон е на пето място, а Лиати отпада, поради проблем с електрониката. В последния кръг от сезона, Рали Каталуния, Макрей взима втора поредна победа. Лиати заема втора позиция. Ериксон завършва на седма позиция. Благодарение на последователните подиуми, Subaru успешно защитава Конструкторската си титла, но Макрей отстъпва своята на финландеца Томи Макинен.

### 1997 – 1998
За сезона на 1997 Макрей отново повежда тимът, но неговият навигатор Дерек Рингер е заменен от уелсеца Ники Грист. Други пилоти от отбора за този сезон са: Пиеро Лиати, Фабриция Понс, които печелят Рали Монте Карло; Оливие Бурри, с навигатор Кристоф Хофман и Кенет Ериксон/ Стафан Пармандер, които печелят Рали Швеция и Рали Нова Зеландия. За пореден път отборът успешно защитава своята Конструкторска титла като печели осем от четиринадесет ралита, но Макрей отново изпуска своята, като този път го дели само една точка от Томи Макинен.
През 1998 г., отборът е почти с непроменен състав. Макрей взима победи в Португалия, Корсика и Гърция. Въпреки това, лошото време и механични повреди навреждат на отбора, като смъкват Subaru и Макрей до трето място в съответните шампионати. В края на сезона, Колин Макрей напуска Световният рали отбор на Subaru и се присъединява към отбора на Ford със сладката перспектива да пилотира чисто новият Ford Focus WRC.

### 1999 – 2001
Съставът на Subaru през 1999 г. е напълно подменен с нов: Ричард Бърнс/ Робърд Рийд; Юха Канкунен/ Юха Репо; Бруно Тири/ Стефан Превот. Новата 99 Impreza WRC е с електронно контролирана полуавтоматична скоростна кутия. Поради технически трудности, тимът се бори до 7-и кръг в Аржентина. Отборът печели седем подиума от осем събития, с пет победи, три от които са с първо и второ място. Subaru заема втора позиция в Конструкторския шампионат само на 4 точки зад Toyota. Бърнс отбелязва победи в Гърция, Австралия и Уелс. Канкунен остава на четвърто място в шампионата за пилоти, с победи в Аржентина и Финландия.
Бърнс и Канкунен продължават да пилотират за Subaru и през сезона на 2000 година. Петер Солберг се присъединява към отбора на Subaru на половината на сезона, на Рали Франция. Отборът завършва на трето място в своя шампионат, а Бърнс печели второ място за втора поредна година в шампионата за пилоти.
Водещите пилоти за Subaru през сезона на 2001 г., са Ричард Бърнс и Петер Солберг, а в определени събития взимат участие и Марко Мартин, с навигатор Майкъл Парк и Тоши Арай/ Тони Сиркомбе. Subaru отново печели първенството за пилоти през 2001 г. с Ричард Бърнс и Робърд Рийд, но Бърнс напуска тимът в края на сезона, за да се състезава за Peugeot.

### 2002 – 2003
За сезона на 2002 г. Бърнс е заменен от финландеца Томи Макинен, a Петер Солберг продължава да се състезава за отбора. Тестовят пилот на отбора е Паси Хагстром. Отборът има големи очаквания от Томи Макинен, тъй като през 2001 г., записва своята четвърта шампионска титла в Световния рали шампионат. Въпреки че отваря сезонът с победа на Рали Монте Карло, той успява да финишира само на още пет събития по време на целия сезон. Неговият съотборник Петер Солберг се представя много по-добре, като успява да завърши в девет събития, пет от които са подиумни. Той постига първата си рали победа в WRC– Рали Великобритания, последното рали събитие за сезона.
През сезона на 2003 г., съставът на отбора не търпи промени и остава същият. Солберг пилотира автомобил №7, а Макинен №8. Сезонът започва лошо, като нито един от двамата пилоти за Subaru не завършват на Рали Монте Карло. Солберг след това отбелязва четири окончателни победи в Кипър, Австралия, Франция и закрива сезонът с втора поредна победа на Рали Великобритания, която му донася шампионската титла на него и на неговия навигатор Фил Милс, като оставят след себе си на 1 точка Себастиан Льоб. Тимът успява да постигне трето място в Конструкторския шампионат, победени от Citroen и Peugeot. В края на сезона, Томи Макинен се оттегля от Световния рали шампионат.

### 2004 – 2005
През сезона на 2004 г., към отбора се присъединява финският пилот Мико Хирвонен и неговият навигатор Джармо Лехтинен. Subaru успява да консолидира отново трето място в Конструкторския шампионат, докато Солберг заема втора позиция в шампионата за пилоти, спечелвайки пет ралита за сезона: Нова Зеландия, Гърция, Япония, Италия и за трети пореден път Рали Уелс Великобритания. Хирвонен завършва сезонът на седма позиция, като със своето пилотиране не успява да впечатли ръководството и екипът на Subaru. Така договрът му за 2005 година не е преподписан.
През 2005 г., Петер Солберг отново повежда тимът с автомобил №5, а Хирвонен е заменен от Крис Аткинсън, с автомобил №6. Младият австралиец дебютира на Рали Швеция и печели Рали Япония. Петер Солберг постига победи в Мексико и Швеция по-рано през сезона. Той финишира сезонът след Себастиан Льоб, като споделя второто място с Маркус Грьонхолм. Subaru заема четвърта позиция пред Mitsubishi и Skoda в Конструкторския шампионат.

### 2006
Петер Солберг отново повежда отборът през сезона на 2006 година. Вторият автомобил, на чакълести рали събития е пилотиран от Крис Аткинсън с навигатор Глен Макнейл, а на асфалтови събития, е пилотиран от бившия пилот от Формула 1 – Стефан Саразен. Новата 2006 Subaru Impreza WRC има няколко промени сравнение с Impreza-та от предходната година, поради промени в правилата, които забраняват активните диференциали, както и водните инжекциони. Също така отборите са задължени да използват повторно автомобили и двигатели за избрани двойки събития. Поради промени в правилата, колата е въведена в първия кръг на сезона.
Сезонът започна лошо за Subaru, Солберг не успява да завърши първите две ралита за сезона поради технически проблеми. Поради незначителните резлутати на екипа и лошият старт на сезона, след десетилетие управляване на отбора, шефът на отбора Дейвид Лапуърт беше заменен от Пол Хауърт. Едва на третото рали събития за сезона Рали Мексико, Петер успя да отбележи нещо по-значително, постигайки второ място. Той финишира отново втори на Рали Аржентина и Рали Австралия. Тимът завършва сезонът с трето място на Конструкторския шампионат, а Петер Солберг на шесто в първенството за пилоти. Отборът успява да достигне до подиума само четири пъти, но нито един от тях не е за първото място. Сезонът на Subaru за 2006 година е характеризиран като „отчайващ“ и беше обект на сериите „Engineering the World Rally“ от Дискавъри. В сериите, слабият сезон за Subaru е описан като „Сезон от Ада.“

### 2007
Солберг отново повежда отборът за сезона на 2007 година, пилотирайки автомобил №7. Саразен напуска тимът, оставяйки Крис Аткинсън като втори основен пилот, който пилотира Impreza №8. Аткинсън успява да грабне четвъртото място на откриващото събитие за сезона – Рали Монте Карло, след като изпреварва Мико Хирвонен. На Рали Португалия, Солберг е на второ място, след дисквалификация на автомобилите Ford, поради това, че техните задни стакла са твърде тънки. След ралито, навигаторът на Крис Аткинсън, Глен Макнейл, решава да напусне отборът. Той е заменен от белгиеца Стефан Превот, който по-рано е бил в отбора, като навигатор на Бруно Тири. На Рали Акрополис, Солберг успява да постигне подиумна позиция.
След лятната ваканция, на Рали Финландия към отборът се пресъединява Ксавиер Понс и навигатурът му Ксавиер Амиго, пилотирайки третият автомобил №25, който не е номиниран за точки за Конструкторския шампионат. На ден втори от Рали Финландия, Петер Солберг напуска надпревата след чудовищни проблеми с управлението, с които инженерите не са в състояние да се справят. Солберг финишира пети на Рали Ирландия, като заявява, че не е имал по-трудно рали някога. На закриващото сезона рали Рали Великобритания, Солберг печели битката с Дани Сордо за четвърто място, изтласквайки Subaru до трето място в класирането на Конструкторския шампионат. В шампионата за пилоти Солберг остава пети, а Аткинсън седми. Ричард Тейлър нарече сезонът „слаб“, тъй като Subaru достига до подума само два пъти, като нито един от тях не е за първото място за втора поредна година. Фил Милс нарече сезонът „втори сезон от Ада.“

### 2008
Петер Солберг и Крис Аткинсън продължават с отбора през сезона на 2008 година. Ксавиер Понс напуска отборът, с възможността да се завърне.
В първото рали за сезона (Монте Карло), Аткинсън отбелязва своят пръв асфалтов подиум след битка за третото място с Дувал. Петер Солберг финишира пети. На Рали Швеция Солберг финишира четвърти, а Аткинсън на двадесет и първа позиция след последвало завъртане на Специален етап 3, което му коства повече от 15 минути. Веднага след края на шведското рали, тимът извършва чакълов тест в Испания, в подготовка за рали Мексико, като тестът се извършва с Impreza WRC от 2007 година. На Рали Мексико, Аткинсън финишира втори, това е неговият най-добър резултат. Солберг е принуден да се оттегли от надпреварата на ден втори, поради проблеми със задвижващ вал на предно ляво колело. Поради правилата на Супер Рали-то, той продължава надпреварата неделя, финиширайки дванадесети. Навлизайки в последния ден на Рали Аржентина, Солберг и Аткинсън са на „удобната“ втора и трета позиция, напът да качат две коли на подиума— изключително постижение, което Subaru не са имали от години, но на Специален етап 19, колата на Петер проявява електрическа неизправност и това го кара да се оттегли. Аткинсън заема позицията на Солберг и постига второ място за втори пореден път. На Рали Йордания, Солберг напуска надпреварата на шести етап от състезанието, поради проблеми с амортисьор, който изпръсква масло, което се запалва под капака на автомобила. Според правилата на Супер рали-то, Солберг се завръща събота, но катастрофира на финалния етап за деня, поради проблеми със спирачките. Аткинсън успява да си осигури трето място на подиума, благодарение на повреда в окачването на Яри-Мати Латвала и напусналите надпреварата Петер Солберг и Себастиан Льоб.

### Оттегляне от WRC
На 16 декември 2008 година, от Subaru обявиха, че се оттеглят от Световния рали шампионат и няма да вземат участие през 2009 година. Причината за това решение е отчасти икономическият спад, който засяга автомобилната индустрия, но и защото Subaru са постигнали своите спортни и маркетингови цели. На пресконференцията в Токио, президентът на компанията FHI, Икуо Мори, подчерта причините за оттеглянето, като заяви, че са постигнали тяхната първоначална цел за подобряването и признаването на марката. Той също така посочи като причина безпрецедентното икономическо влошаване. Мори категорично заяви, че техническите промени, наложени от Международната федерация по автомобилизъм, или слухове за влошаване на работните отношения с Prodrive не са оказали влияние върху взетото решение. Представли на Prodrive отлитат за Япония, за започване на процеса за прекратяване на договора между двете фирми, който е трябвало да изтече в края на 2009 година. От Subaru също така не изключват завръщане в WRC. Мори сподели, че във FHI имат желание да видят Subaru отново в WRC надпреварата— особено заради феновете по света, и че възможността Subaru да се завърне не е нулева, но това е малко вероятно да се случи в краткосрочен план.

## Развитие на автомобилите

### Група А – Leone, 1980 – 1989
Subaru участва за пръв път в Световно рали през 1980 на Рали Сафари, под Subaru Rally Team Japan, с Група А Subaru Leone DL втора генерация. През 1984 година, моделът е променен на трета генерация Leone купе, а година по-късно е с инсталирано турбо. Другият модел е използван едновременно с турбинирания модел на Leone купе до 1989, когато излиза седан Leone RX Turbo.

### Група А – Legacy RS, 1989 – 1993
Разработката на автомобилите от Prodrive започва с формирането на отбора през септември 1989 година, като създават рали автомобилът Група А Subaru Legacy RS, което е въз основа на серийното Subaru Legacy седан. Legacy-то е с надлъжно разположен боксеров двигател, който му придава нисък център на тежестта. Вече оборудванао със симетричната система за задвижване на четирите колела, Subaru прави добър старт като рали автомобил. Дейвид Лапуърт описа разработката на автомобила като „стръмно и криво обучение.“ Липсата на достатъчно мощност, слабата трансмисия и спирачна система, също затруднява автомобила. За да коригират недостатъците си, Prodrive, завършва новото 1992 Legacy RS, което е с напълно нова система за впръскване на гориво, която е била въведена в последното събитие за сезона на 1991 година. Отборът представя своето ново Legacy през първата част от сезона на 1993 година и на последното си рали, колата постига първата си и единствена победа.

### Група А – Impreza GC, 1993 – 1996
Prodrive, осъзнават, че по-малка и пъргава кола, ще бъде наистина по-добра платформа за рали автомобил, и така започват да работят по новия рали автомобил от Група A за сезона на 1993 година— Subaru Impreza. Новата Impreza е 160 мм по-къса, с 60 мм по-късо междуосие, както и с по-неутрално предно/ задно съотношение на теглото. Също така включва и активни диференциали— техника, непозната в областта на рали автомобилите дотогава. На Рали Финландия, Subaru дебютира новата си Prodrive – разработена Impreza от Група А, пилотирана от Ватанен и Ален. Ватанен носи на колата второ място от този дебют.
За сезона на 1994 година, отборът на Subaru преминава от Michelin към Pirelli.
През 1995, FIA възлагат по-рестриктивни въздушни отвори в опит да забавят автомобилите, но от Subaru противодействаха на това чрез въвеждането на нов боксер двигател с нови ревизирани разпределителни валове и различна степен на сгъстяване.

### World Rally Car – Impreza GC, 1997 – 2001
За сезона на 1997 година, от FIA заменят формулата на Група А с нова формула, наречена World Rally Car. Това даде на отборите по-голяма свобода в избора на материали и дизайнът, включително ширината на автомобила, геометрията на окачването, аеродинамиката, капацитетът на интеркулера и модификации на двигателя. Това доведе до напълно нов дизайн автомобил—
Impreza WRC97, която е с модифицирани разпределителни валове, цилиндрови портове и горивни камери. Ширината на колата се увеличи до 1770 мм с преработена геометрия на окачванете. Мощността се увеличи до 300 к.с. @ 5500 оборота в минута, а въртящият момент 48 м/кг.
WRC98 е една еволюция на по-ранната WRC97, с компютърно контролирани активни диференциали в средата, предницата и задницата, както и електронен дросел. Механичните повреди бяха чести и изкараха отбора от съревнованието за титлата.
WRC99, въведена в първия кръг от шампионата, включва електронно контролирана, хидравлично действаща полуавтоматична скоростна кутия с „Drive-by-Wire“ цифрово електронна система от сервомеханизми, позволяваща скоростите да бъдат превключвани с гребла, монтирани зад волана, подобно на F1 автомобилите. Това позволи на пилотите да превключват предавките по-бързо и се намали вероятността от износване. Поради технически трудности, отборът се бореше до седмия кръг на сезона— Рали Аржентина. Въпреки това, колата помогна доказването на повечето от технологията, видяна в по-късни автомобили. Subaru е първият рали отбор, който приложи тази технология, която след това се използва при всички WRC автомобили, докато не е забранена през 2011 година поради новите правила.
WRC2000 изглеждаше почти идентично с WRC99, но под капака изпълнението, разработено от инженера на Prodrive Кристиан Лорияукс, беше напълно различно. Eкипът използва уроците, научени от WRC99 моделът и ги приложиха в 10-месечното развитие на WRC2000 моделът. Преработени са над 80% от механичните и електронните компоненти по автомобила. Колата дебютира на четвъртото събитие за сезона— Рали Португалия.

### World Rally Car – Impreza GD, 2001 – 2008
WRC2001 е с изцяло нов вид— базиран на GD шасито на Impreza WRX STi. Новото купе има четири врати, вместо две, и включва преработена аеродинамика, подобрено разпределение на теглото, както и по-нисък център на тежестта. Цялата разработена механика от предната година, включително: двигателят, окачването, както и задвижващата система, остават изтънчени.
WRC2002 дебютира на Рали Корсика и до голяма степен изглеждаше същата, като от предходната година. Развитието на колата продължи през целия сезон. Направени са подобрения по задвижващия вал, трансмисията, кормилната колона, както и на турбото и на колекторът, който се променя от конфигурацията 4–2–1, към 4 – 1. Редуцирано е цялостното тегло с 33 кг, като са направени промени по вече модифицираните скоби, окабеляването и стъклата.
WRC2003 е въведена на 2003 Рали Монте Карло. Тя включва преработен външен вид въз основа на актуализираната Impreza въведена предходната година. Технически подобрения са направени на турбокомпресора и двигателя, с цел увеличаване на въртящия момент при по-ниски обороти, позволяващи по-добра управляемост. Купето на колата е направено по-леко, но е и по-твърдо от това на предходния модел. През цялата година са правени модификации по окачването на автомобила.
WRC2004 нямаше много козметични промени в сравнение с колата от предната година, но имаше подобрения по двигателя и панелите, също така е въведена ревизирана скоростна кутия в средата на сезона. Колата е въведена е на Рали Мексико.
WRC2005 е въведена след 12 месеца съвместно разработване от Subaru и Prodrive, на 11 март 2005 г., на Рали Мексико. Нейното реконструирано купе е по-твърдо и 30 мм по-широко, за да има по-широк профил. Колата има повече композитни панели, включително предни и задни калници и брони, с цел намаляване на теглото. Подобренията по двигателя включват олекотен маховик и преработено IHI турбо. Преработени водни инжекциони и системи за впръскване на гориво, също бяха въведени.
WRC2006 е базирана на новия модел Impreza. Често е определяна като един от най-красивите модели на Subaru Impreza WRC.
Новата WRC2006 има и няколко механични промени, в сравнение с колата от предишната година, дължащи се на забраните за използване на активни диференциали и водни инжектори, също така поради задължителното повторно използване на автомобили и двигатели за избрани двойки събития от сезона. Поради тези промени в правилата, колата е въведена в първия кръг на сезона.
WRC2007 е преработена версия на автомобила от предишната година, въведена в четвъртия кръг на шампионата Рали Мексико. Включва нови амортисьори, различен радиатор и интеркулер. Подобрени са разпределението на тежестта, геометрията на окачването и диференциалните настройки. Счита се, че е с по-висока успеваемост в сравнение с нововъведения 2007 Focus WRC и напълно новия Citroen C4 WRC. Колата има обширни проблеми с управлението, в резултат на това Subaru се оттеглят във втория ден от Рали Финландия.
За създаването на трансмисия за WRC2007, са нужни 85 часа и разходи над 176 000 лева. Предните и задните диференциали са подобни, докато средният е уникален. Един отнема 16 часа за създаване и струва над 47 000 лева. Кейсовете за трансмисията и диференциалите са конструирани от магнезий, за да се намали теглото. Пълна с масло, трансмисията тежи 95 кг, а диференциалът 25 кг. Двигателят, трансмисията и диференциалите са индивидуално запечатани след зареждане с масло, така че при отстраняване или подменяне, да нямат загуба на течност. Това също помага на техниците от отбора да подменят компоненти за 10— 12 минути. Смазочната система на трансмисията е с капацитет 4,5 литра и включва маслена помпа, която контролира диференциалните температури, които обикновено работят на около 100 °C. Трансмисията запазва H— моделът на цивилната Impreza, но използва хидравлично задействане и електронно контролирано полуавтоматично превключване на предавките. Системата за хидравлично превключване на предавките работи при налягане от 172 бара, което позволява смяна на предавките за по-малко от 1 секунда.

### World Rally Car— Impreza GE, 2008
WRC2008 е с напълно нов външен вид— базиран на GE шасито на Impreza WRX STi. Тестовете с новия модел започват декември 2007 година. Моделът на WRC2008 е с понижен полярен инерционен момент, поради по-малките издатъци. Разполага с двойно носачно задно окачване. Prodrive замени задното окачване със стария оригинален дизайн на МакФерсън. Автомобили от 2007 година бяха използвани за първите няколко ралита докато не беше въведена 2008WRC. Марко Мартин подписа договор, с който стана официален тест пилот за отбора на Subaru през 2008 година. Той направи по-голямата част от тестването на WRC2008. На 29 май 2008 година, новата Impreza WRC2008 дебютира на Рали Акрополис. По време на дебюта, WRC2008 отбеляза първият си подиумен финал с Петер Солберг финиширайки на втора позиция.

## Резултати в Световния рали шампионат
| Сезон | Отбор                         | Автомобил                           | Пилоти            | 1   | 2   | 3   | 4   | 5   | 6   | 7   | 8   | 9   | 10  | 11  | 12  | 13  | 14  | 15  | 16  | Позиция | Точки |
| ----- | ----------------------------- | ----------------------------------- | ----------------- | --- | --- | --- | --- | --- | --- | --- | --- | --- | --- | --- | --- | --- | --- | --- | --- | ------- | ----- |
| 1985  | Subaru Motor Sport            | Subaru Leone RX Turbo               |                   | MON | SWE | POR | KEN | FRA | GRE | NZL | ARG | FIN | ITA | CIV | GBR |     |     |     |     | 12      | 20    |
| 1985  | Subaru Motor Sport            | Subaru Leone RX Turbo               | Майк Киркланд     |     |     |     |     |     |     | 12  |     |     |     |     |     |     |     |     |     | 12      | 20    |
| 1985  | Subaru Motor Sport            | Subaru Leone RX Turbo               | Посум Борн        |     |     |     |     |     |     | 8   |     |     |     |     |     |     |     |     |     | 12      | 20    |
| 1985  | Subaru Motor Sport            | Subaru Leone RX Turbo               | Тони Тисдейл      |     |     |     |     |     |     | 10  |     |     |     |     |     |     |     |     |     | 12      | 20    |
| 1985  | Subaru Motor Sport            | Subaru Leone RX Turbo               | Франк Тундо       |     |     |     |     |     |     | 13  |     |     |     |     |     |     |     |     |     | 12      | 20    |
| 1986  | Fuji Heavy Industries         | Subaru Leone RX Turbo               |                   | MON | SWE | POR | KEN | FRA | GRE | NZL | ARG | FIN | CIV | ITA | GBR | USA |     |     |     | 8       | 13    |
| 1986  | Fuji Heavy Industries         | Subaru Leone RX Turbo               | Майк Киркланд     |     |     |     | 6   |     |     | RET |     |     |     |     |     |     |     |     |     | 8       | 13    |
| 1986  | Fuji Heavy Industries         | Subaru Leone RX Turbo               | Посум Борн        |     |     |     | RET |     |     | RET |     |     |     |     |     |     |     |     |     | 8       | 13    |
| 1986  | Fuji Heavy Industries         | Subaru Leone RX Turbo               | Франк Тундо       |     |     |     | 7   |     |     | RET |     |     |     |     |     |     |     |     |     | 8       | 13    |
| 1987  | Fuji Heavy Industries         | Subaru Leone RX Turbo               |                   | MON | SWE | POR | KEN | FRA | GRE | USA | NZL | ARG | FIN | CIV | ITA | GBR |     |     |     | 10      | 12    |
| 1987  | Fuji Heavy Industries         | Subaru Leone RX Turbo               | Ари Ватанен       |     |     |     | 10  |     |     |     |     |     |     |     |     |     |     |     |     | 10      | 12    |
| 1987  | Fuji Heavy Industries         | Subaru Leone RX Turbo               | Посум Борн        |     |     |     | 11  |     |     |     |     |     |     |     |     |     |     |     |     | 10      | 12    |
| 1988  | Fuji Heavy Industries         | Subaru Leone RX Turbo               |                   | MON | SWE | POR | KEN | FRA | GRE | USA | NZL | ARG | FIN | CIV | ITA | GBR |     |     |     | 9       | 18    |
| 1988  | Fuji Heavy Industries         | Subaru Leone RX Turbo               | Посум Борн        |     |     |     | 9   |     |     |     |     |     |     |     |     |     |     |     |     | 9       | 18    |
| 1989  | Subaru Technica International | Subaru Leone RX Turbo               |                   | SWE | MON | POR | KEN | FRA | GRE | NZL | ARG | FIN | AUS | CIV | ITA | GBR |     |     |     | 12      | 7     |
| 1989  | Subaru Technica International | Subaru Leone RX Turbo               | Посум Борн        |     |     |     |     |     |     | RET | RET |     | 10  |     |     |     |     |     |     | 12      | 7     |
| 1989  | Subaru Technica International | Subaru Leone RX Turbo               | Хосе Целси        |     |     |     |     |     |     |     | RET |     |     |     |     |     |     |     |     | 12      | 7     |
| 1990  | Subaru Technica International | Subaru Legacy RS                    |                   | MON | POR | KEN | FRA | GRE | NZL | ARG | FIN | AUS | ITA | CIV | GBR |     |     |     |     | 4       | 43    |
| 1990  | Subaru Technica International | Subaru Legacy RS                    | Марку Ален        |     |     | RET |     | RET |     |     | 4   |     | RET |     | RET |     |     |     |     | 4       | 43    |
| 1990  | Subaru Technica International | Subaru Legacy RS                    | Майк Киркланд     |     |     | RET |     |     | RET |     |     |     |     |     |     |     |     |     |     | 4       | 43    |
| 1990  | Subaru Technica International | Subaru Legacy RS                    | Посум Борн        |     |     | RET |     |     | 5   |     |     | 4   |     |     |     |     |     |     |     | 4       | 43    |
| 1990  | Subaru Technica International | Subaru Legacy RS                    | Джим Хейдър-Хейес |     |     | 6   |     |     |     |     |     |     |     |     |     |     |     |     |     | 4       | 43    |
| 1990  | Subaru Technica International | Subaru Legacy RS                    | François Chatriot |     |     |     |     |     |     |     |     |     | RET |     |     |     |     |     |     | 4       | 43    |
| 1990  | Subaru Technica International | Subaru Legacy RS                    | Дерек Уорик       |     |     |     |     |     |     |     |     |     |     |     | RET |     |     |     |     | 4       | 43    |
| 1991  | Subaru Rally Team Europe      | Subaru Legacy RS                    |                   | MON | SWE | POR | KEN | FRA | GRE | NZL | ARG | FIN | AUS | ITA | CIV | ESP | GBR |     |     | 6       | 42    |
| 1991  | Subaru Rally Team Europe      | Subaru Legacy RS                    | Марку Ален        |     | 3   | 5   |     |     | RET | 4   |     | RET | 4   |     |     |     | RET |     |     | 6       | 42    |
| 1991  | Subaru Rally Team Europe      | Subaru Legacy RS                    | François Chatriot |     | 19  | 6   |     | 9   |     |     |     |     |     |     |     |     |     |     |     | 6       | 42    |
| 1991  | Subaru Rally Team Europe      | Subaru Legacy RS                    | Посум Борн        |     |     |     |     |     |     |     |     |     | RET |     |     |     |     |     |     | 6       | 42    |
| 1991  | Subaru Rally Team Europe      | Subaru Legacy RS                    | Ари Ватанен       |     |     |     |     |     |     |     |     |     |     |     |     |     | 5   |     |     | 6       | 42    |
| 1991  | Subaru Rally Team Europe      | Subaru Legacy RS                    | Колин Макрей      |     |     |     |     |     |     |     |     |     |     |     |     |     | RET |     |     | 6       | 42    |
| 1992  | Subaru Rally Team Europe      | Subaru Legacy RS                    |                   | MON | SWE | POR | KEN | FRA | GRE | NZL | ARG | FIN | AUS | ITA | CIV | ESP | GBR |     |     | 4       | 60    |
| 1992  | Subaru Rally Team Europe      | Subaru Legacy RS                    | Ари Ватанен       |     | RET |     |     |     | RET | RET |     | 4   | RET |     |     |     | 2   |     |     | 4       | 60    |
| 1992  | Subaru Rally Team Europe      | Subaru Legacy RS                    | Колин Макрей      |     | 2   |     |     |     | 4   | RET |     | 8   |     |     |     |     | 6   |     |     | 4       | 60    |
| 1993  | 555 Subaru World Rally Team   | Subaru Legacy RS Subaru Impreza 555 |                   | MON | SWE | POR | KEN | FRA | GRE | ARG | NZL | FIN | AUS | ITA | ESP | GBR |     |     |     | 3       | 112   |
| 1993  | 555 Subaru World Rally Team   | Subaru Legacy RS Subaru Impreza 555 | Ари Ватанен       |     |     |     |     |     | RET |     | RET | 2   | 2   |     |     | 5   |     |     |     | 3       | 112   |
| 1993  | 555 Subaru World Rally Team   | Subaru Legacy RS Subaru Impreza 555 | Колин Макрей      |     | 3   | 7   |     | 5   | RET |     | 1   |     | 6   |     |     | RET |     |     |     | 3       | 112   |
| 1993  | 555 Subaru World Rally Team   | Subaru Legacy RS Subaru Impreza 555 | Хану Микола       |     | RET |     |     |     |     |     |     |     |     |     |     |     |     |     |     | 3       | 112   |
| 1993  | 555 Subaru World Rally Team   | Subaru Legacy RS Subaru Impreza 555 | Марку Ален        |     |     | 4   |     |     |     |     |     | RET |     |     |     |     |     |     |     | 3       | 112   |
| 1993  | 555 Subaru World Rally Team   | Subaru Legacy RS Subaru Impreza 555 | Посум Борн        |     |     |     |     |     |     |     | 6   |     | RET |     |     |     |     |     |     | 3       | 112   |
| 1993  | 555 Subaru World Rally Team   | Subaru Legacy RS Subaru Impreza 555 | Ричард Бърнс      |     |     |     |     |     |     |     |     |     |     |     |     | 7   |     |     |     | 3       | 112   |
| 1993  | 555 Subaru World Rally Team   | Subaru Legacy RS Subaru Impreza 555 | Алистър Макрей    |     |     |     |     |     |     |     |     |     |     |     |     | 10  |     |     |     | 3       | 112   |
| 1994  | 555 Subaru World Rally Team   | Subaru Impreza 555                  |                   | MON | SWE | POR | KEN | FRA | GRE | ARG | NZL | FIN | AUS | ITA | ESP | GBR |     |     |     | 2       | 140   |
| 1994  | 555 Subaru World Rally Team   | Subaru Impreza 555                  | Карлос Сайнс      | 3   |     | 4   |     | 2   | 1   | 2   | RET | 3   |     | 2   |     | RET |     |     |     | 2       | 140   |
| 1994  | 555 Subaru World Rally Team   | Subaru Impreza 555                  | Колин Макрей      | 10  |     | RET |     | RET | RET | NF  | 1   |     | 1   | 5   |     | 1   |     |     |     | 2       | 140   |
| 1994  | 555 Subaru World Rally Team   | Subaru Impreza 555                  | Посум Борн        |     |     |     |     |     |     |     | RET |     | 4   |     |     |     |     |     |     | 2       | 140   |
| 1994  | 555 Subaru World Rally Team   | Subaru Impreza 555                  | Ричард Бърнс      |     |     |     |     |     |     |     | RET |     | 5   |     |     | RET |     |     |     | 2       | 140   |
| 1995  | 555 Subaru World Rally Team   | Subaru Impreza 555                  |                   | MON | SWE | POR | KEN | FRA | GRE | NZL | ARG | FIN | AUS | ITA | ESP | GBR |     |     |     | 1       | 350   |
| 1995  | 555 Subaru World Rally Team   | Subaru Impreza 555                  | Карлос Сайнс      | 1   | RET | 1   |     | 4   |     |     |     |     | RET |     | 1   | 2   |     |     |     | 1       | 350   |
| 1995  | 555 Subaru World Rally Team   | Subaru Impreza 555                  | Колин Макрей      | RET | RET | 3   |     | 5   |     | 1   |     |     | 2   |     | 2   | 1   |     |     |     | 1       | 350   |
| 1995  | 555 Subaru World Rally Team   | Subaru Impreza 555                  | Пиеро Лиати       | 8   |     |     |     | 6   |     |     |     |     |     |     | 3   |     |     |     |     | 1       | 350   |
| 1995  | 555 Subaru World Rally Team   | Subaru Impreza 555                  | Ричард Бърнс      |     |     | 7   |     |     |     | RET |     |     |     |     |     | 3   |     |     |     | 1       | 350   |
| 1995  | 555 Subaru World Rally Team   | Subaru Impreza 555                  | Посум Борн        |     |     |     |     |     |     | 7   |     |     | RET |     |     |     |     |     |     | 1       | 350   |
| 1996  | 555 Subaru World Rally Team   | Subaru Impreza 555                  |                   | MON | SWE | POR | KEN | FRA | INA | GRE | ARG | NZL | FIN | AUS | ITA | ESP | GBR |     |     | 1       | 401   |
| 1996  | 555 Subaru World Rally Team   | Subaru Impreza 555                  | Колин Макрей      |     | 3   |     | 4   |     | RET | 1   | RET |     | RET | 4   | 1   | 1   |     |     |     | 1       | 401   |
| 1996  | 555 Subaru World Rally Team   | Subaru Impreza 555                  | Кенет Ериксон     |     | 5   |     | 2   |     | RET | 5   | 3   | 2   | 5   | 2   | 5   | 7   |     |     |     | 1       | 401   |
| 1996  | 555 Subaru World Rally Team   | Subaru Impreza 555                  | Пиеро Лиати       |     | 12  |     | 5   |     | 2   | 4   | 7   | 3   |     | 7   | RET | 2   |     |     |     | 1       | 401   |
| 1996  | 555 Subaru World Rally Team   | Subaru Impreza 555                  | Дидиер Ауриол     |     | 10  |     |     |     |     |     |     |     |     |     |     |     |     |     |     | 1       | 401   |
| 1997  | 555 Subaru World Rally Team   | Subaru Impreza WRC                  |                   | MON | SWE | KEN | POR | ESP | FRA | ARG | GRE | NZL | FIN | INA | ITA | AUS | GBR |     |     | 1       | 114   |
| 1997  | 555 Subaru World Rally Team   | Subaru Impreza WRC                  | Колин Макрей      | RET | 4   | 1   | RET | 4   | 1   | 2   | RET | RET | RET | RET | 1   | 1   | 1   |     |     | 1       | 114   |
| 1997  | 555 Subaru World Rally Team   | Subaru Impreza WRC                  | Кенет Ериксон     |     | 1   | RET | RET |     |     | 3   | RET | 1   | RET | 3   |     | RET | RET |     |     | 1       | 114   |
| 1997  | 555 Subaru World Rally Team   | Subaru Impreza WRC                  | Пиеро Лиати       | 1   |     |     |     | 2   | 5   |     |     |     |     |     | 2   |     | 7   |     |     | 1       | 114   |
| 1998  | 555 Subaru World Rally Team   | Subaru Impreza WRC                  |                   | MON | SWE | KEN | POR | ESP | FRA | ARG | GRE | NZL | FIN | ITA | AUS | GBR |     |     |     | 3       | 65    |
| 1998  | 555 Subaru World Rally Team   | Subaru Impreza WRC                  | Колин Макрей      | 3   | RET | RET | 1   | RET | 1   | 5   | 1   | 5   | RET | 3   | 4   | RET |     |     |     | 3       | 65    |
| 1998  | 555 Subaru World Rally Team   | Subaru Impreza WRC                  | Пиеро Лиати       | 4   | 9   | RET | 6   | NF  | 3   | 6   | 6   | 6   |     | 2   | RET |     |     |     |     | 3       | 65    |
| 1998  | 555 Subaru World Rally Team   | Subaru Impreza WRC                  | Кенет Ериксон     |     | 4   |     |     |     |     |     |     |     |     |     |     |     |     |     |     | 3       | 65    |
| 1998  | 555 Subaru World Rally Team   | Subaru Impreza WRC                  | Jarmo Kytölehto   |     |     |     |     |     |     |     |     |     | 8   |     |     |     |     |     |     | 3       | 65    |
| 1998  | 555 Subaru World Rally Team   | Subaru Impreza WRC                  | Алистър Макрей    |     |     |     |     |     |     |     |     |     |     |     |     | RET |     |     |     | 3       | 65    |
| 1998  | 555 Subaru World Rally Team   | Subaru Impreza WRC                  | Ари Ватанен       |     |     |     |     |     |     |     |     |     |     |     |     | RET |     |     |     | 3       | 65    |
| 1999  | Subaru World Rally Team       | Subaru Impreza WRC                  |                   | MON | SWE | KEN | POR | ESP | FRA | ARG | GRE | NZL | FIN | CHN | ITA | AUS | GBR |     |     | 2       | 105   |
| 1999  | Subaru World Rally Team       | Subaru Impreza WRC                  | Ричард Бърнс      | 8   | 5   | RET | 4   | 5   | 7   | 2   | 1   | RET | 2   | 2   | RET | 1   | 1   |     |     | 2       | 105   |
| 1999  | Subaru World Rally Team       | Subaru Impreza WRC                  | Юха Канкунен      | 2   | 6   | RET | RET | 6   |     | 1   | RET | 2   | 1   | 4   | 6   | RET | 2   |     |     | 2       | 105   |
| 1999  | Subaru World Rally Team       | Subaru Impreza WRC                  | Бруно Тири        | 5   | 10  | RET | 6   | 7   | RET |     |     |     |     |     |     |     |     |     |     | 2       | 105   |
| 2000  | Subaru World Rally Team       | Subaru Impreza WRC                  |                   | MON | SWE | KEN | POR | ESP | ARG | GRE | NZL | FIN | CYP | FRA | ITA | AUS | GBR |     |     | 3       | 88    |
| 2000  | Subaru World Rally Team       | Subaru Impreza WRC                  | Ричард Бърнс      | RET | 5   | 1   | 1   | 2   | 1   | RET | RET | RET | 4   | 4   | RET | 2   | 1   |     |     | 3       | 88    |
| 2000  | Subaru World Rally Team       | Subaru Impreza WRC                  | Юха Канкунен      | 3   | 6   | 2   | RET | RET | 4   | 3   | RET | 8   | 7   |     |     | RET | 5   |     |     | 3       | 88    |
| 2000  | Subaru World Rally Team       | Subaru Impreza WRC                  | Симон Жан- Жозеф  |     |     |     |     |     |     |     |     |     |     | 7   | 7   |     |     |     |     | 3       | 88    |
| 2000  | Subaru World Rally Team       | Subaru Impreza WRC                  | Петер Солберг     |     |     |     |     |     |     |     |     |     |     |     |     | RET | RET |     |     | 3       | 88    |
| 2001  | Subaru World Rally Team       | Subaru Impreza WRC                  |                   | MON | SWE | POR | ESP | ARG | CYP | GRE | KEN | FIN | NZL | ITA | FRA | AUS | GBR |     |     | 4       | 66    |
| 2001  | Subaru World Rally Team       | Subaru Impreza WRC                  | Ричард Бърнс      | RET | 16  | 4   | 7   | 2   | 2   | RET | RET | 2   | 1   | RET | 4   | 2   | 3   |     |     | 4       | 66    |
| 2001  | Subaru World Rally Team       | Subaru Impreza WRC                  | Петер Солберг     | RET | 6   | RET | RET | 5   | RET | 2   | RET | 7   | 7   | 9   | 5   | 7   | RET |     |     | 4       | 66    |
| 2001  | Subaru World Rally Team       | Subaru Impreza WRC                  | Марко Мартин      | RET | 12  | RET | RET |     |     | RET |     | 5   |     | RET | 6   |     | RET |     |     | 4       | 66    |
| 2001  | Subaru World Rally Team       | Subaru Impreza WRC                  | Тоши Арай         |     |     | RET |     | 8   | 4   | RET | RET |     | 14  | RET | RET | RET | 10  |     |     | 4       | 66    |
| 2002  | 555 Subaru World Rally Team   | Subaru Impreza WRC                  |                   | MON | SWE | FRA | ESP | CYP | ARG | GRE | KEN | FIN | GER | ITA | NZL | AUS | GBR |     |     | 3       | 67    |
| 2002  | 555 Subaru World Rally Team   | Subaru Impreza WRC                  | Томи Макинен      | 1   | RET | RET | RET | 3   | RET | RET | RET | 6   | 7   | RET | 3   | DSQ | 4   |     |     | 3       | 67    |
| 2002  | 555 Subaru World Rally Team   | Subaru Impreza WRC                  | Петер Солберг     | 6   | RET | 5   | 5   | 5   | 2   | 5   | RET | 3   | RET | 3   | RET | 3   | 1   |     |     | 3       | 67    |
| 2002  | 555 Subaru World Rally Team   | Subaru Impreza WRC                  | Тоши Арай         |     |     |     |     |     |     | 13  |     |     | RET |     |     |     |     |     |     | 3       | 67    |
| 2002  | 555 Subaru World Rally Team   | Subaru Impreza WRC                  | Аким Мьортъл      |     |     |     |     |     |     |     |     |     | RET | RET |     |     |     |     |     | 3       | 67    |
| 2003  | 555 Subaru World Rally Team   | Subaru Impreza WRC                  |                   | MON | SWE | TUR | NZL | ARG | GRE | CYP | GER | FIN | AUS | ITA | FRA | ESP | GBR |     |     | 3       | 109   |
| 2003  | 555 Subaru World Rally Team   | Subaru Impreza WRC                  | Петер Солберг     | RET | 6   | RET | 3   | 5   | 3   | 1   | 8   | 2   | 1   | RET | 1   | 5   | 1   |     |     | 3       | 109   |
| 2003  | 555 Subaru World Rally Team   | Subaru Impreza WRC                  | Томи Макинен      | RET | 2   | 8   | 7   | RET | 5   | RET | RET | 6   | 6   | 10  | 7   | 8   | 3   |     |     | 3       | 109   |
| 2004  | 555 Subaru World Rally Team   | Subaru Impreza WRC                  |                   | MON | SWE | MEX | NZL | CYP | GRE | TUR | ARG | FIN | GER | JPN | GBR | ITA | FRA | ESP | AUS | 3       | 122   |
| 2004  | 555 Subaru World Rally Team   | Subaru Impreza WRC                  | Петер Солберг     | 7   | 3   | 4   | 1   | 4   | 1   | 3   | RET | RET | RET | 1   | 1   | 1   | 5   | 5   | RET | 3       | 122   |
| 2004  | 555 Subaru World Rally Team   | Subaru Impreza WRC                  | Мико Хирвонен     | RET | 9   | 5   | 7   | 5   | RET | 6   | 4   | RET | 8   | 7   | 7   | RET | 10  | 8   | 4   | 3       | 122   |
| 2005  | Subaru World Rally Team       | Subaru Impreza WRC                  |                   | MON | SWE | MEX | NZL | ITA | CYP | TUR | GRE | ARG | FIN | GER | GBR | JPN | FRA | ESP | AUS | 4       | 97    |
| 2005  | Subaru World Rally Team       | Subaru Impreza WRC                  | Петер Солберг     | RET | 1   | 1   | 3   | 2   | RET | 2   | 9   | 3   | 4   | 7   | 1   | RET | 3   | 13  | RET | 4       | 97    |
| 2005  | Subaru World Rally Team       | Subaru Impreza WRC                  | Стефан Саразен    | 14  | 13  |     |     | 12  |     |     | 13  |     |     | 8   | RET |     | 4   | RET |     | 4       | 97    |
| 2005  | Subaru World Rally Team       | Subaru Impreza WRC                  | Крис Аткинсън     |     | 19  | RET | 7   | 18  | 10  | 24  | RET | 9   | RET | 11  | 38  | 3   | RET | 9   | 4   | 4       | 97    |
| 2006  | Subaru World Rally Team       | Subaru Impreza WRC                  |                   | MON | SWE | MEX | ESP | FRA | ARG | ITA | GRE | GER | FIN | JPN | CYP | TUR | AUS | NZL | GBR | 3       | 106   |
| 2006  | Subaru World Rally Team       | Subaru Impreza WRC                  | Петер Солберг     | RET | RET | 2   | 7   | 11  | 2   | 9   | 7   | RET | RET | 7   | 8   | 13  | 2   | 6   | 3   | 3       | 106   |
| 2006  | Subaru World Rally Team       | Subaru Impreza WRC                  | Крис Аткинсън     | 6   | 11  | 7   | 11  | 13  | 6   | 10  | 11  | 8   | 13  | 4   | 9   | 6   | 9   | RET | 6   | 3       | 106   |
| 2006  | Subaru World Rally Team       | Subaru Impreza WRC                  | Стефан Саразин    | 5   |     |     | 8   | 8   |     |     |     | RET |     |     |     |     |     |     |     | 3       | 106   |
| 2006  | Subaru World Rally Team       | Subaru Impreza WRC                  | Тоши Арай         |     |     |     |     |     |     |     |     |     |     | 6   |     |     |     |     |     | 3       | 106   |
| 2007  | Subaru World Rally Team       | Subaru Impreza WRC                  |                   | MON | SWE | NOR | MEX | POR | ARG | ITA | GRE | FIN | GER | NZL | ESP | FRA | JPN | IRE | GBR | 3       | 87    |
| 2007  | Subaru World Rally Team       | Subaru Impreza WRC                  | Петер Солберг     | 6   | RET | 4   | RET | 2   | RET | 5   | 3   | RET | 6   | 7   | 6   | 5   | 16  | 5   | 4   | 3       | 87    |
| 2007  | Subaru World Rally Team       | Subaru Impreza WRC                  | Крис Аткинсън     | 4   | 8   | 19  | 5   | RET | 7   | 10  | 6   | 4   | 15  | 4   | 8   | 6   | RET | 42  | 7   | 3       | 87    |
| 2007  | Subaru World Rally Team       | Subaru Impreza WRC                  | Ксавиер Понс      |     |     |     |     |     |     |     |     | 6   | 18  | RET | 9   | 8   | 35  | RET | 9   | 3       | 87    |
| 2008  | Subaru World Rally Team       | Subaru Impreza WRC                  |                   | MON | SWE | MEX | ARG | JOR | ITA | GRE | TUR | FIN | GER | NZL | ESP | FRA | JPN | GBR |     | 3       | 98    |
| 2008  | Subaru World Rally Team       | Subaru Impreza WRC                  | Петер Солберг     | 5   | 4   | 11  | RET | RET | 10  | 2   | 6   | 6   | 5   | 4   | 5   | 5   | 8   | 4   |     | 3       | 98    |
| 2008  | Subaru World Rally Team       | Subaru Impreza WRC                  | Крис Аткинсън     | 3   | 21  | 2   | 2   | 3   | 6   | RET | 13  | 3   | 6   | RET | 7   | 6   | 4   | RET |     | 3       | 98    |
| 2008  | Subaru World Rally Team       | Subaru Impreza WRC                  | Брис Тирабаси     |     |     |     |     |     |     |     |     |     |     |     | 10  | RET |     |     |     | 3       | 98    |